# Gräfsnäs slott

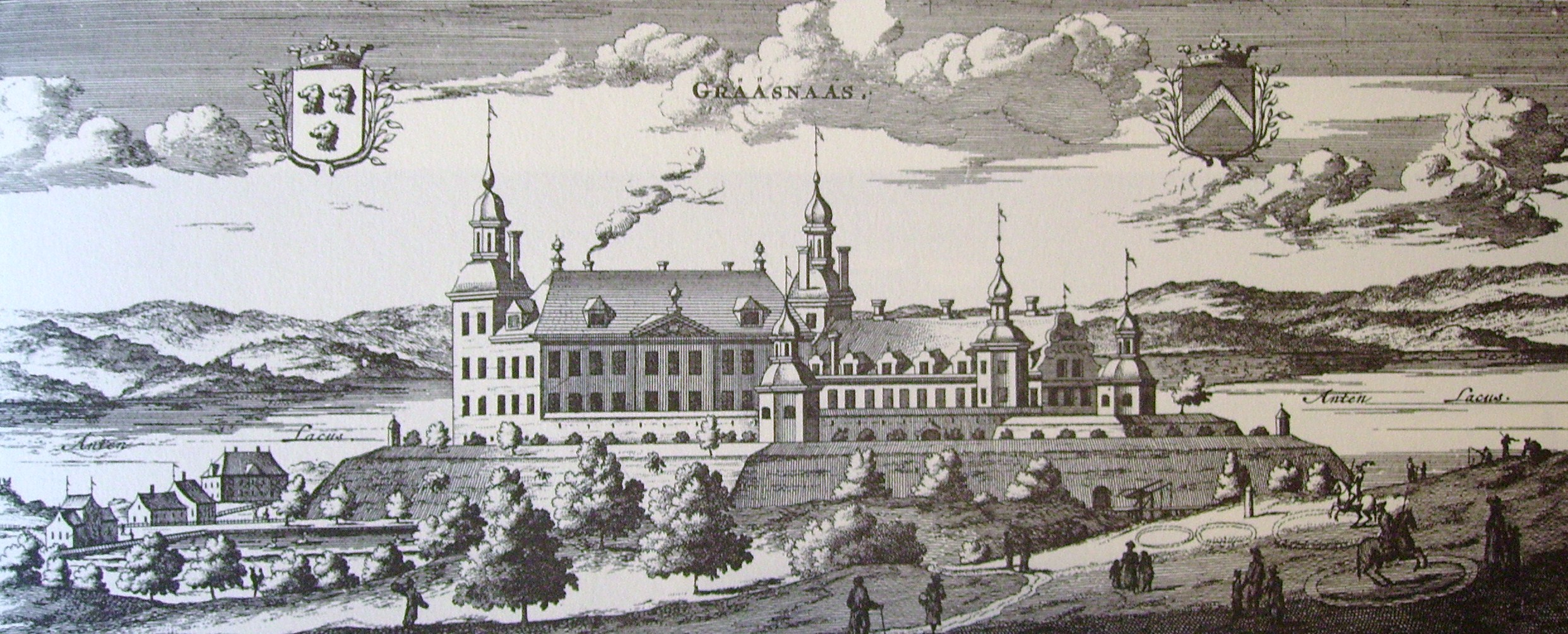
Gräfsnäs enligt Erik Dahlbergh i Suecia antiqua et hodierna.

Gräfsnäs slott, eller numera Gräfsnäs slottsruin, är en slottsruin vid sjön Antens norra spets i Gräfsnäs i Erska socken i nuvarande Alingsås kommun i Västergötland. 
Slottets huvudbyggnad ligger i nord-sydlig riktning med huvudfasaden mot väster. Det var befäst med djupa vallgravar och höga vallar. Det var försett med fem torn och hade en välvd inkörsport innanför en djup vallgrav. Över den ledde en vindbrygga, som senare gjordes om till bro. Slottet har brunnit vid tre tillfällen med hundra års mellanrum: 1634, 1734 och 1834. Efter att stått övergivet en längre tid och då även taket togs bort i slutet av 1880-talet tilltog förfallet, men ruinen har under 1900-talet konserverats.

## Historia
Gården låg ursprungligen på ön Loholmen i sjön Anten. Där finns fortfarande lämningar av grundmurar till en större byggnad. 
Gräfsnäs var stamgods för ätten Leijonhufvud och här sägs det att Margareta Eriksdotter (Leijonhufvud) föddes, men uppgiften är osäker. Hon kan även ha varit född på Ekeberg (Ekebergs herrgård) i Lillkyrka socken, Närke. Hon gifte sig med kung Gustav Vasa 1536 och blev därmed drottning av Sverige.
Erik Abrahamsson Leijonhufvud d.ä., Gustav Vasas svärfar, skrev sig till Lo eller Loholmen. Hans son, Sten Eriksson Leijonhufvud, gjorde sig känd som en grym bondplågare. Uppretade bönder stormade och förstörde i grund Loholms slott. Det var antagligen hans änka, "gref Ebba" Lilliehöök, som flyttade borgen till dess nuvarande plats på fastlandet i mitten av 1500-talet. 
Under oroligheterna mellan hertig Karl och kung Sigismund belägrades Axel Stensson Leijonhufvud på Gräfsnäs i sju veckor av hertigens folk. 1612 plundrades Gräfsnäs av danskarna. Gräfsnäs förblev inom släkten Leijonhufvud till 1724. Då såldes det till hovmarskalken, greve Axel Sparre. Han sålde det snart vidare till justitiekansler Thomas Fehman. Fehmans hustru Katarina Tham gjorde Gräfsnäs till fideikommiss för en son i sitt förra äktenskap, sedermera kommendören Johan Gripenstedt, men fideikommissrätten upphävdes 1824. 
År 1847 köptes godset av hertig Kristian av Holstein-Augustenburg. Under hans son, hertig Fredrik och sonson Ernst Günther, fick slottet förfalla fullständigt. Till och med taket revs ned i slutet av 1880-talet. Under hertig Fredriks tid utarrenderades slottet till vice häradshövding Jonas Böös, far till Ernst och Louise Nathorst-Böös.
Gräfsnäs slottspark är ett kommunalt inrättat kulturreservat sedan 2010.
År 2022 sändes SVT:s Luciamorgon från Gräfsnäs slottsruin.

## Bildgalleri

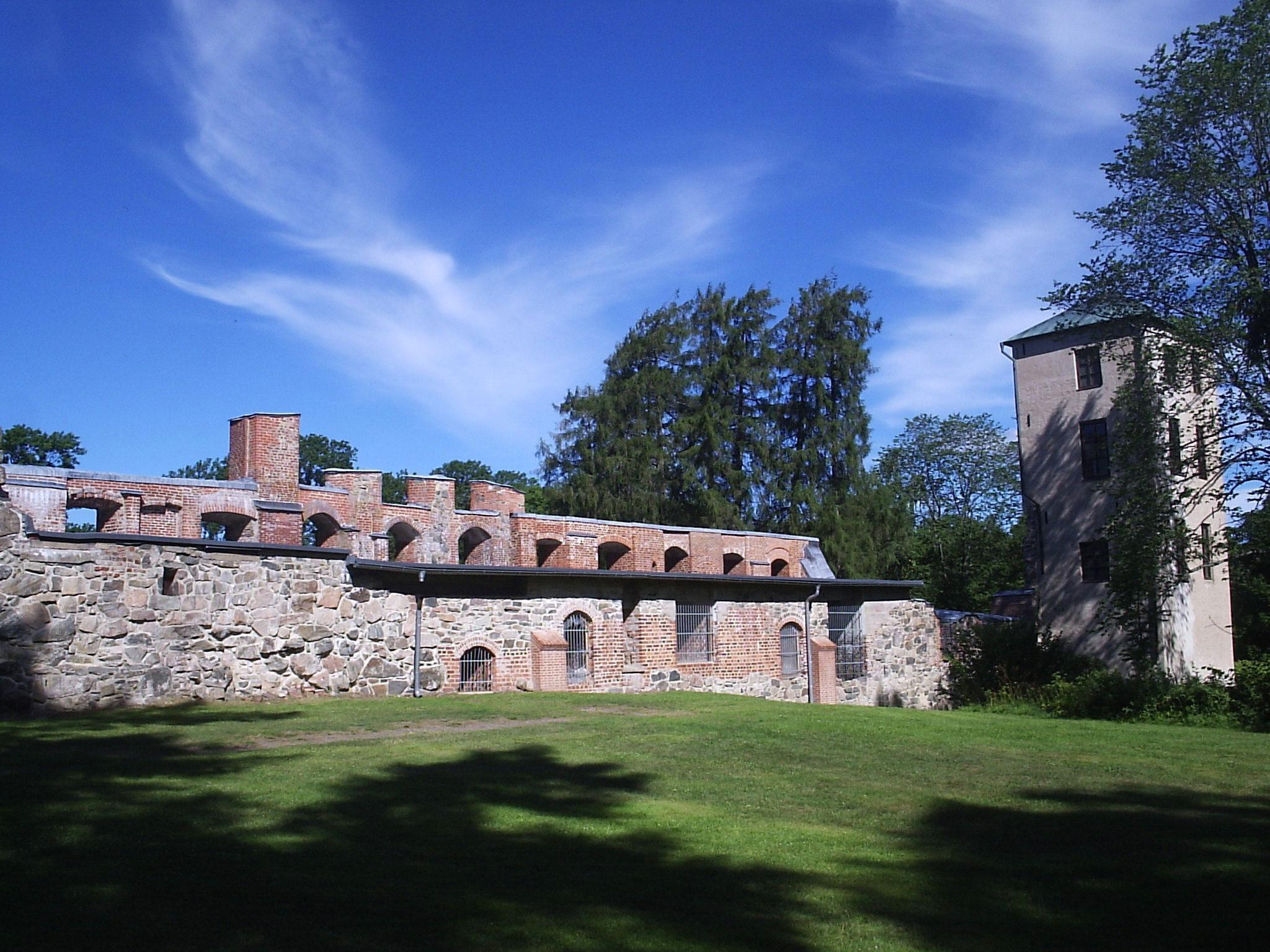
Slottsruinen sedd från öster.
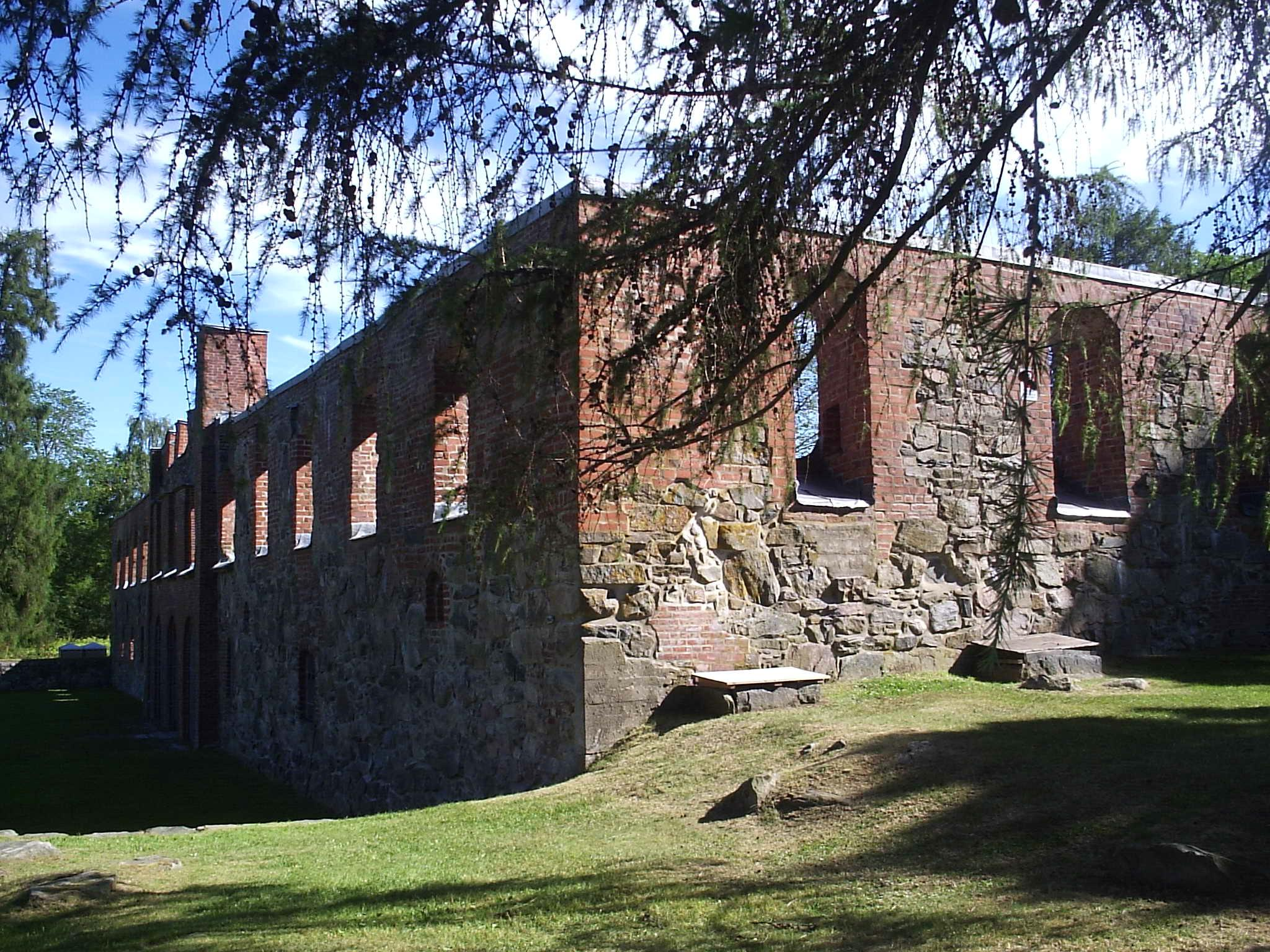
Södra gaveln.
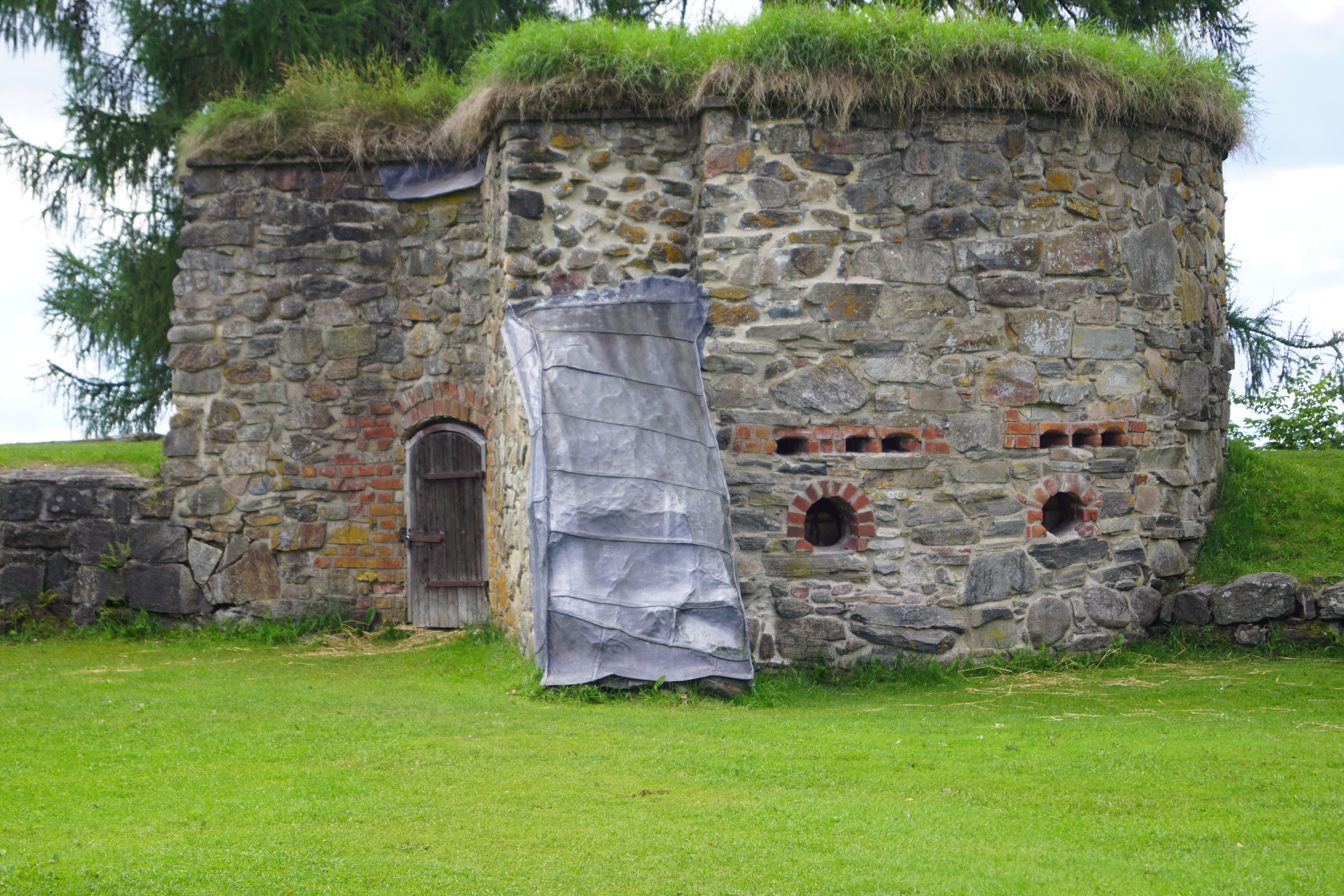
Södra tornet.
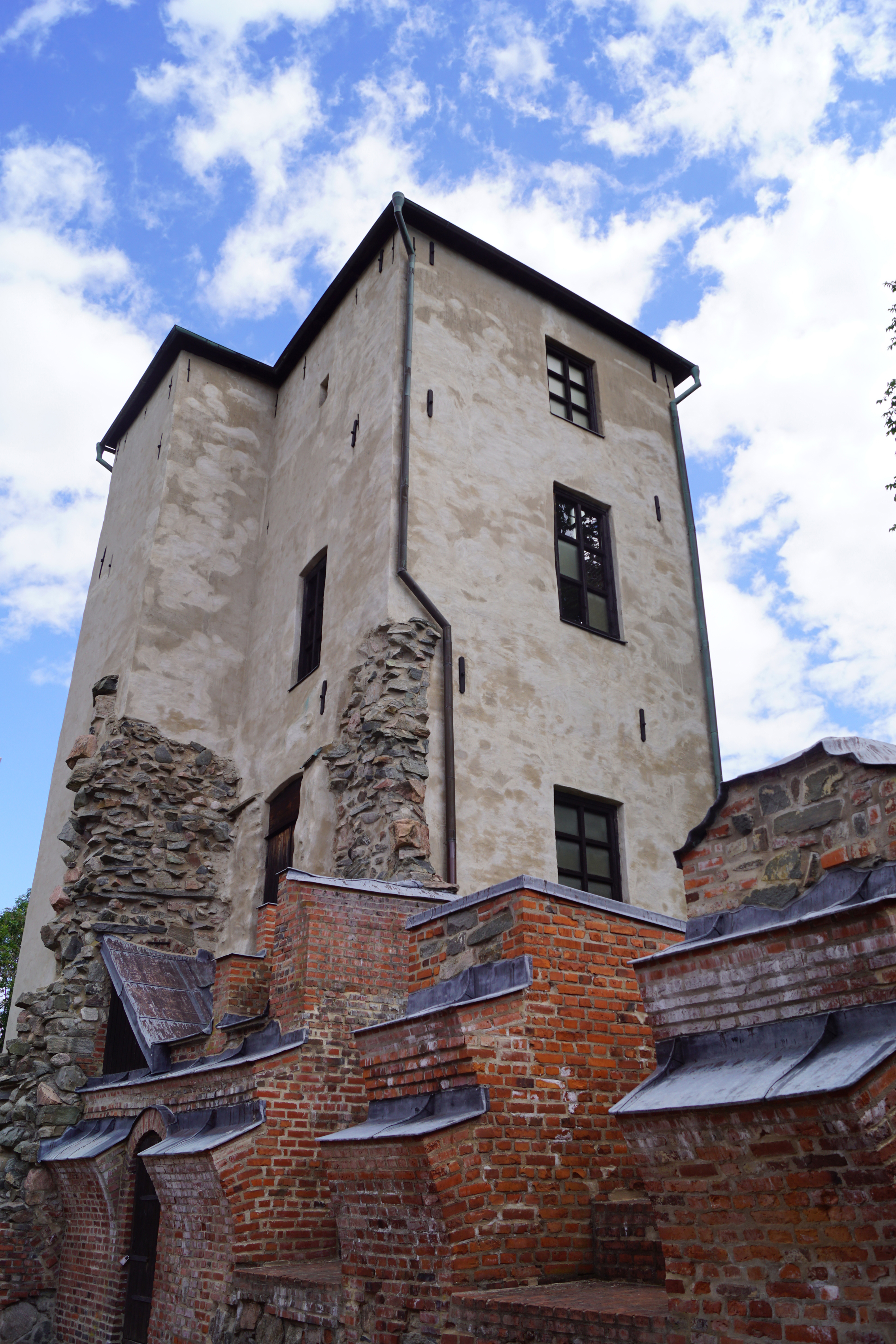
Norra tornet.
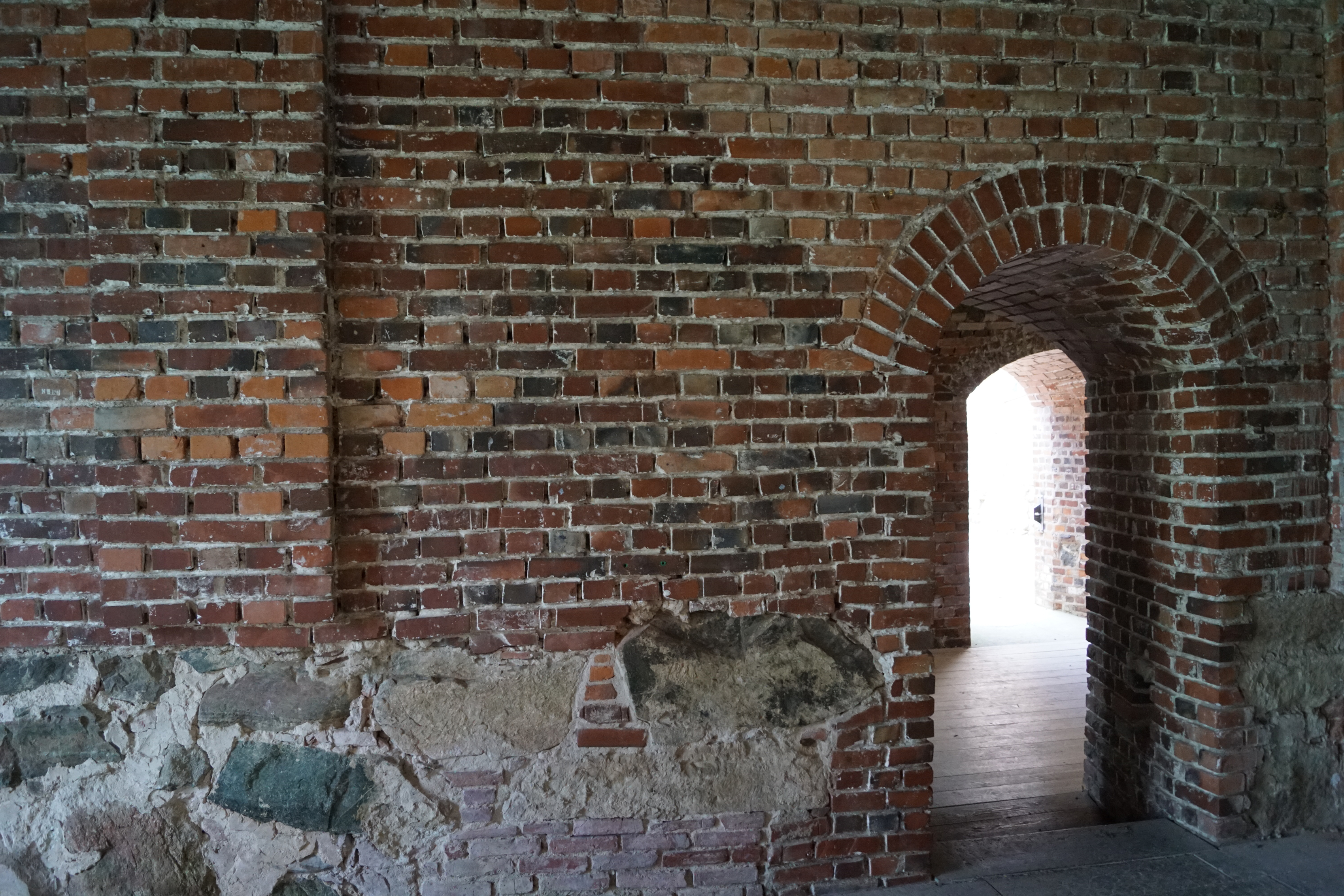
Interiör.